# بادی آدلر
بادی آدلر (انگلیسی: Buddy Adler؛ ۲۲ ژوئن ۱۹۰۹ – ۱۲ ژوئیهٔ ۱۹۶۰) یک تهیه‌کننده و فیلم‌نامه‌نویس اهل ایالات متحده آمریکا بود. وی بین سال‌های ۱۹۳۹ تا ۱۹۵۹ میلادی فعالیت می‌کرد.

## گزیده فیلمشناسی
- شمال به آلاسکا (۱۹۶۰)
- مسافرخانه ششمین خوشبختی (۱۹۵۸)
- آرام جنوبی (فیلم ۱۹۵۸) (۱۹۵۸)
- یک مشت باران (۱۹۵۷)
- خدا می‌داند، آقای الیسون (۱۹۵۷)
- آناستازیا (فیلم ۱۹۵۶) (۱۹۵۶)
- ایستگاه اتوبوس (فیلم) (۱۹۵۶)
- دست چپ خدا (۱۹۵۵)
- عشق چیز باشکوهی است (فیلم) (۱۹۵۵)
- از اینجا تا ابدیت (۱۹۵۳)
- هارلم گلوبتراترز (۱۹۵۱)